# Kajewskiella
Kajewskiella är ett släkte av måreväxter. Kajewskiella ingår i familjen måreväxter.
Kladogram enligt Catalogue of Life:
| Kajewskiella | \| \| Kajewskiella polyantha \| \| \| \| \| \| Kajewskiella trichantha \| \| \| \| |
|              | \| \| Kajewskiella polyantha \| \| \| \| \| \| Kajewskiella trichantha \| \| \| \| |
|              | Kajewskiella polyantha                                                             |
|              |                                                                                    |
|              | Kajewskiella trichantha                                                            |
|              |                                                                                    |